# Sergio Rolando
Sergio Rolando (nascido em 16 de março de 1973) é um ex-ciclista argentino.

## Olimpíadas
Participou, representando a Argentina, dos Jogos Olímpicos de Verão de 1992 na prova de contrarrelógio do ciclismo de pista.